# Barcelona (singolo)
Barcelona è un singolo di Freddie Mercury e Montserrat Caballé pubblicato il 26 ottobre 1987 dall'etichetta discografica Polydor, estratto dall'omonimo album.

## Descrizione
Barcelona è stato scritto ed interpretato dal cantante dei Queen Freddie Mercury e dalla cantante lirica Montserrat Caballé. Raggiunse la posizione numero 8 nella Official Singles Chart.
Nel 1992, dopo essere stata impiegata come inno ufficiale dei Giochi della XXV Olimpiade, la canzone conquistò il 2º posto nella sopracitata classifica del Regno Unito, nei Paesi Bassi ed in Nuova Zelanda, il sesto in Francia e l'ottavo in Svizzera ed Irlanda.
Nel video Mercury apparve per la terza volta senza i baffi che avevano caratterizzato i suoi anni ottanta (la prima era stata in occasione delle scene di balletto nel video di I Want to Break Free e la seconda volta nel video di The Great Pretender).
In questa canzone, Freddie raggiunse la più alta nota a voce piena, un re della quarta ottava (D5 in notazione anglosassone), tra la metà e la fine della canzone.
La canzone è stata inclusa nella terza raccolta dei Queen Greatest Hits III (1999) ed anche in diverse raccolte di Freddie Mercury solista, quali The Freddie Mercury Album (1992), Freddie Mercury Solo Collection (2000) e Lover of Life, Singer of Songs: The Very Best of Freddie Mercury Solo (2006).

## Esibizioni live
Il brano venne eseguito live da Freddie Mercury e Montserrat Caballé in sole due occasioni:
- il 29 maggio 1987 al Ku Club di Ibiza [4]
- l'8 ottobre 1988 al Festival La Nit di Barcelona (questa volta per pubblicizzare l'album, che solamente due giorni dopo venne pubblicato);[5]

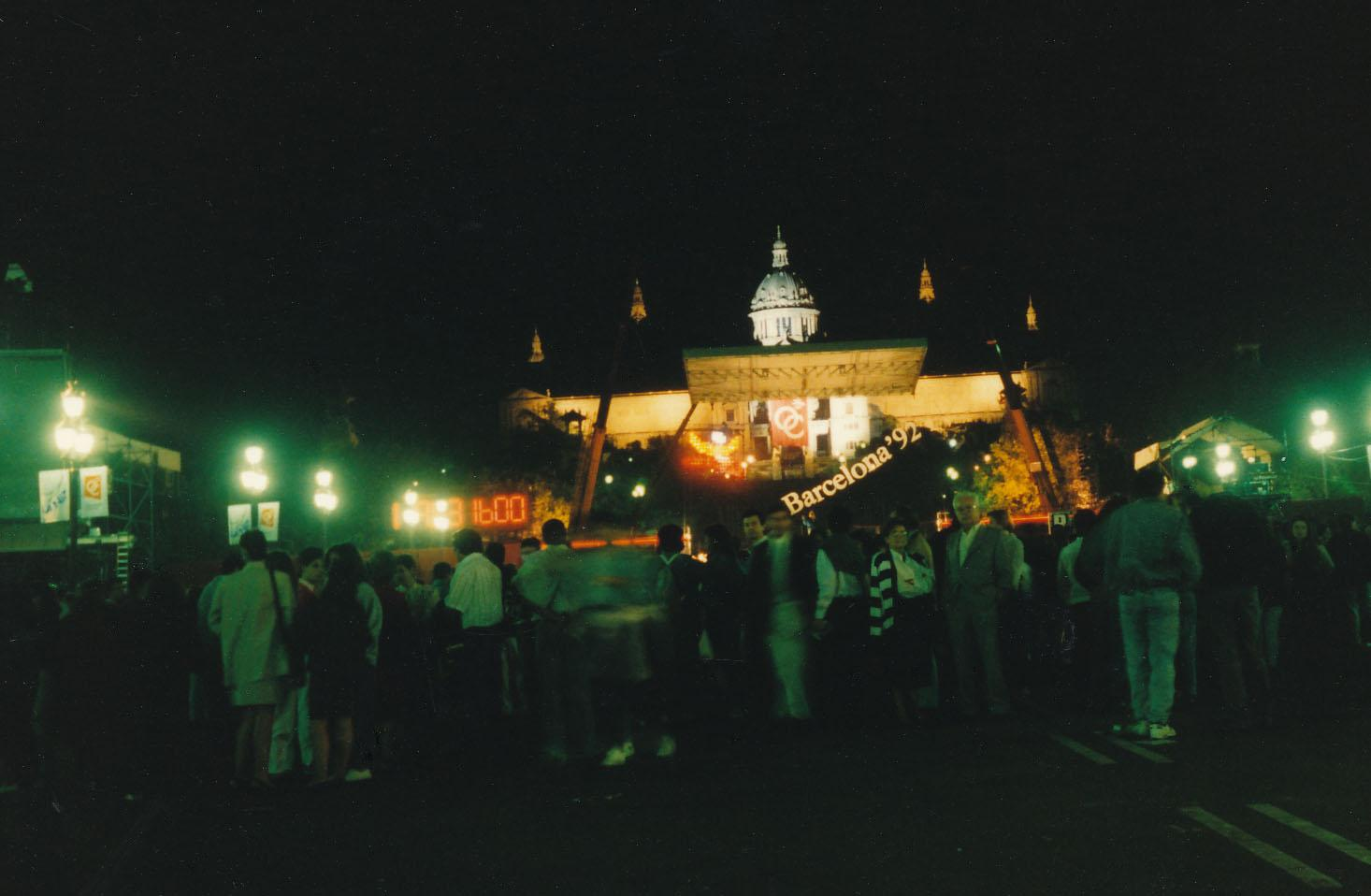
Festival "La Nit", Barcellona, 8 ottobre 1988, L'ultimo concerto di Freddie Mercury prima della prematura scomparsa.

## Tracce
1. Barcelona (single version) – 4:28
2. Barcelona (album version, 1988) – 5:39

## Formazione
- Freddie Mercury - voce
- Montserrat Caballé - voce
- Mike Moran - tastiera, programmazione
- Frank Ricotti - percussioni
- Homi Kanga - violino
- Laurie Lewis - violino
- Deborah Ann Johnston - violoncello
- Barry Castle - corno